# 佐田九郎左衛門
佐田 九郎左衛門（さた くろうざえもん）は、戦国時代の武将。阿波水軍・森家の始祖。土佐泊城主・森元村の父として知られる。

## 略歴
因幡国出身で、元は鎌田九郎兵衛と称した。細川家に仕え、阿波佐田館（現在の徳島市国府町黒田）38貫を領した。細川家を退いた後は佐田に改姓した。
その後、松永久秀に仕えた。久秀に謀反の思惑があることを知り、諫言したが意見が対立し、沖野原（鳴門市大津町段関）に戻った。